# Iglesia de la Veracruz (Medellín)
La Iglesia de la Veracruz es un templo religioso de culto católico bajo la advocación de la Vera Cruz o Santa Cruz, está situada en el centro de la ciudad de Medellín, Colombia, al costado occidental de la Plazuela de la Veracruz. Es uno de los templos más representativos de la ciudad.

## Historia
En 1682 el capitán Juan Céspedes de Hinestroza, empezó la construcción (en el sitio del actual templo de la Veracruz), de una capilla o ermita en terrenos comprados al señor Luis Acevedo Rides; pero cuando los muros habían avanzado a la altura de pocos metros la obra fue suspendida.                     
En 1712 el capitán Céspedes formó una junta entre europeos y forasteros para establecer la Hermandad de N. S. de los Milagros y en la primera sesión se resolvió solicitar autorización para finalizar la ermita al obispo de Popayán, a cuya jurisdicción pertenecía toda la provincia de Antioquia.

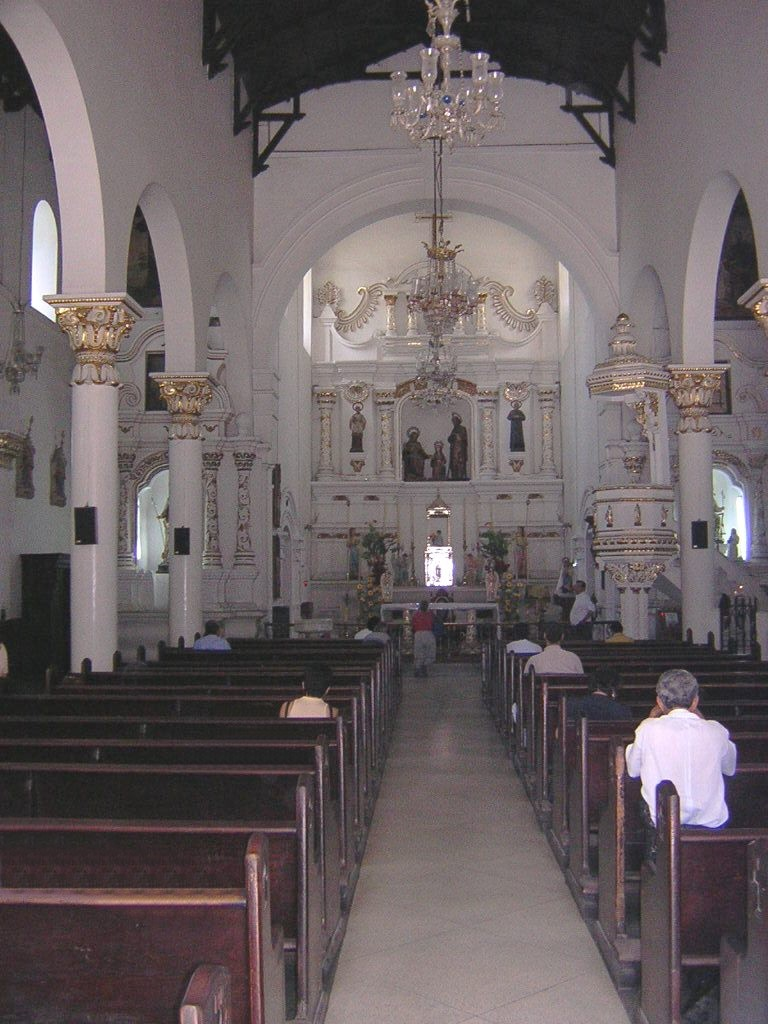
Nave Central

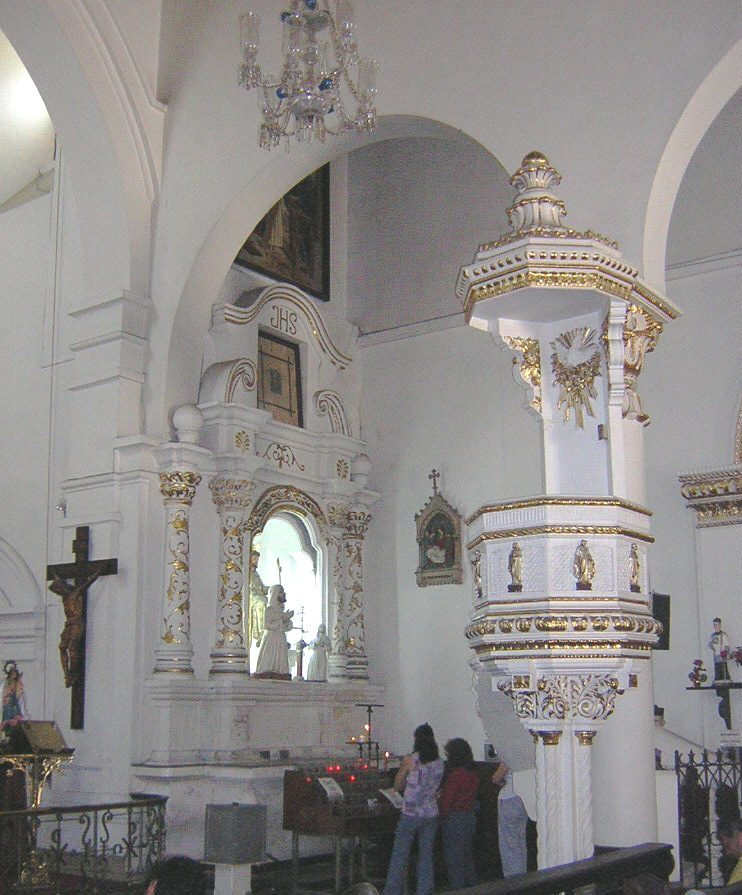
Altar menor y Púlpito

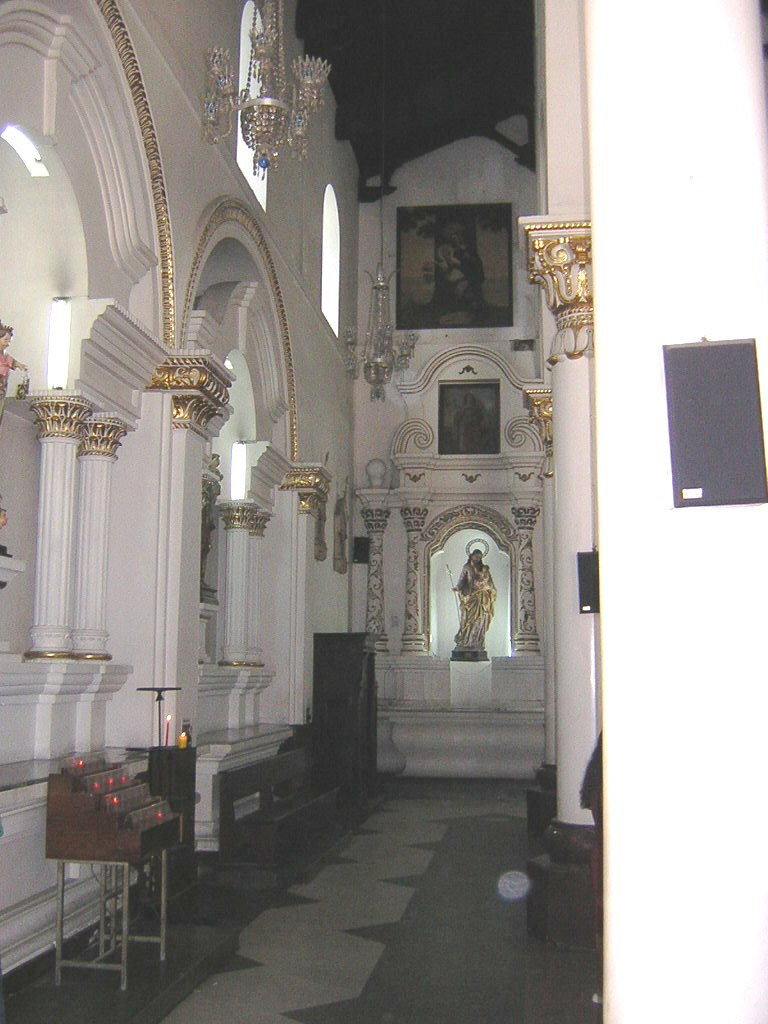
Nave lateral izquierda

El Gobernador de Antioquia, Francisco Baraya y Campa concedió también el permiso. En esa época eran necesario para edificar templos, capilla, o ermitas para culto público, los permisos, tanto de la autoridad civil como de la eclesiástica. 
Debido a la gran dedicación del presidente de la Junta, el capitán Céspedes, quien luchó por darle rápida terminación y con la ayuda de algunos extranjeros acomodados y ricos que residían en Medellín, la ermita fue terminada en enero de 1713. 
El templo pasó a llamarse ermita de la Veracruz de los Forasteros, que sirvió de cementerio para los extranjeros, además de que se celebraban misas y también servía para depositar el Santo Sepulcro en la Semana Santa y para las procesiones de las letanías mayores, a imitación de las ermitas que tenía la ciudad de Antioquia.
En marzo de 1791 estaba amenazando ruina, por lo que fue demolida totalmente y la reedificación se inició el 26 de diciembre de ese mismo año. El español residente Don José Peinado Ruiz, invirtió grandes sumas de dinero en la reedificación de esta significativa obra, la cual se inauguró el 30 de noviembre de 1803 y cuentan las crónicas que este señor, para el día de la inauguración, decoró todo el templo con claveles, rosas y lirios traídos de Rionegro, y ante la sorpresa de la muchedumbre, regó todo el piso de la iglesia con agua de colonia. Fueron sus maestros constructores José Ortiz, Joaquín Gómez y el mismo José Peinado. La bendición de la actual iglesia de la Veracruz, de un estilo barroco popular, tuvo lugar el 26 de marzo de 1809 a cargo del presbítero Alberto María de la Calle, quien bendijo y dio al servicio sacerdotal y religioso la obra.
Desde entonces, La Veracruz fue punto de apoyo para el culto de la iglesia de La Candelaria, principalmente en 1826 y en 1850 cuando fue cerrada por reformas, y razón por la cual el funeral de monseñor Juan de la Cruz Gómez Plata, Obispo de Antioquia, muerto en esta ciudad el 1 de diciembre de 1850, se hicieron en La Veracruz. En 1868 debió servir como Parroquia de la Catedral, por la nueva destinación de La Candelaria, al crearse la Diócesis.
En 1883, La Veracruz fue la segunda parroquia del casco urbano de Medellín. Se dice que una de sus campanas le sirvió al Sabio Francisco José de Caldas para hacer un cañón destinada a la Independencia.
En 1968 fue remodelada la plazuela y se colocaron las columnas de hematíes, a la antigua y la primera pila de bronce que tuvo Medellín. También fue remodelado el monumento a Atanasio Girardot, obra de Francisco Antonio Cano. El párroco Celedonio Arismendi, en 1976, decoró con oro fino todos los altares y retocó en el mismo metal las imágenes. Ya el P. Gabriel Escobar había construido la casa cural, contigua al templo y frente a la plazuela.
Fue declarada patrimonio cultural de la nación el 12 de marzo de 1982. Hoy su frente se le puede ver de color blanco y fue restaurada por la fundación Ferrocarril de Antioquia.

## Horarios de Eucaristías
| Horario de misas                                                                   |
| Domingos                                                                           |
| ---------------------------------------------------------------------------------- |
| 8:30 a. m., 10 a. m., 12 m., 4:00 p.m.                                             |
| Lunes a Sábado 7:30 a. m., 8:30 a. m., 10 a. m., 11 a. m., 12 m., 1 p. m., 5 p. m. |